# Старое Речище
Старое Речище (укр. Дербачка — Дербачка ; Старая Рика) — река на Украине, в рамках Тячевского района Закарпатской области. Правый приток Тисы (бассейн Дуная).

## Описание
Длина реки 13 км, площадь водосборного бассейна 23,6 км². Уклон реки 9,4 м/км. В верхнем течении имеет характер горной реки, ниже (в пределах Мармарошской котловины) приобретает черты равнинной реки.

## Расположение
Истоки расположены неподалеку от урочища Лонка, юго-восточнее села Теребля. Река начинает путь из трубы, установленной в дамбе, неподалеку села Русское Поле, которая защищает село от паводков на реке Теребле. Течёт на юго-запад. Впадает в Тису южнее села Русское Поле.
Река разделяет село Русское Поле на две большие части — левобережную и правобережную.

## История образования
Согласно геологическим материалам, река Дербачка образовалась при изменении основного русла Теребли примерно в VII тыс. до н. э., в период ухода ледника, господствовавшего на здешних территориях.
При строительстве гидротехнического сооружения — дамбы для села Русское Поле, начало реки засыпали, вместо этого, в дамбе проложили трубу, по которой пустили исток.